# خلنجاني

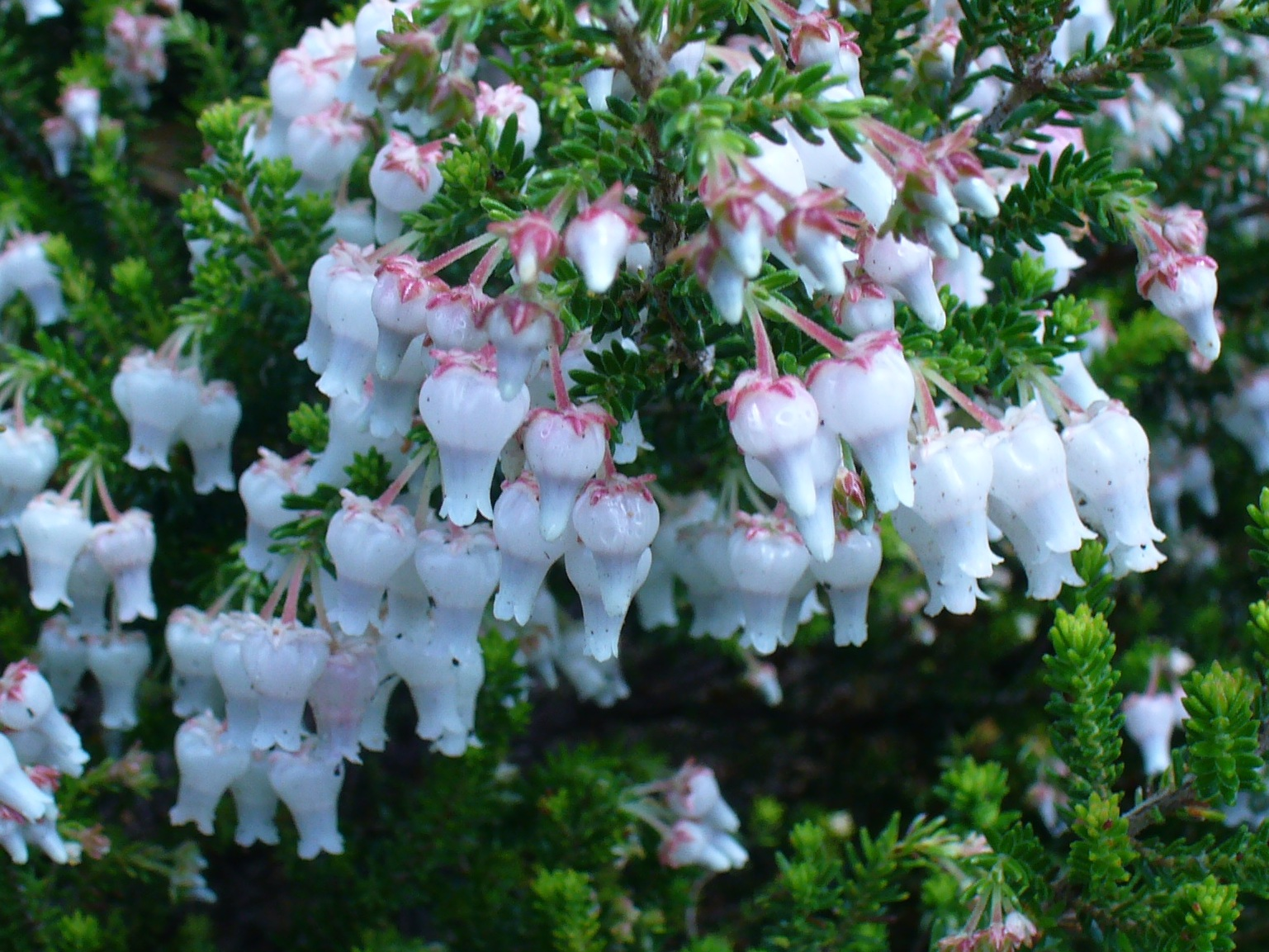
خلنج متجمع الأزهار تبين تسلق الخلنجاني

مرسينيات ستروثيولا في الأزهار. لاحظ التسلق الخلنجاني

الخلنجاني أو الخلنجي هي نعت أو صفة تستخدم الكلمة في المصطلحات البيولوجية الحديثة، وخاصة في علم النبات، بمعانيها الحرفية وملحقاتها. وتجدها مشتقة لغويًا من كلمتين من اللغة اليونانية من خلال الاقتباسات اللاتينية. أولاً، الاسم الإغريقي لنبات الخلنج وهو "ἐρείκη" والمعتقد أنه ترجم إلى اللاتينية بواسطة پليني الأكبر ليصبح Erica «إيريكا». وقد استخدمه وأقره كارولوس لينيوس، الذي كتب كثيرًا باليونانية، كاسم علمي لجنس الخلنج والذي لا يزال يستخدم على هذا النحو.
ومع ذلك، فعندما قام لينيوس بتسمية كائن حي، وذلك باستخدام لقب محدد وصفه بأنه مثل شيء ما، فقد فعل ذلك عادة عن طريق إلحاق اللاحقة "—οειδης" وهي كانت اختصارًا لـ "—ο + ειδος"، وتعني الشبه من حيث الشكل. وأصبحت في صيغتها المحولة للاتينية: "—oides". ومن الأمثلة على ذلك، المدخل 9413 Stilbe ericoides وفقًا لـ Index Plantarum الخاص بوالبر إلى "Species Plantarum" الخاص بليناوس. وقد ظهرت اشتقاقات أخرى عند الحاجة أو الملاءمة، مثل "—oidea".
وفقًا لذلك، يمكن أن يكون لخلنجاني أكثر من معنى واحد، وقد حدثت إساءة في تطبيقها من وقت لآخر في الأدب. على سبيل المثال، يستخدمها كاتب في بعض الأحيان حيث تكون الكلمة الصحيحة «خلنجي» وتعني من فصيلة الخلنجيات أو مرتبط بها. ولمزيد من الدقة، تعني الخلنجاني «شبيه الخلنج في شيء ما». وعمليًا، تجد الاستخدام الأكثر شيوعًا يشير عادة إلى النبات (التسلق)، وبالأخص أوراقه. فالمصطلح غير دقيق، ولكن تعتبر «أوراق خلنجانية» وسيلة ملائمة لوصف الأوراق الصغيرة الجافة المتصلبة المشابهة لتلك الخاصة بالخلنجيات. عند التطبيق على النبات، يكون معنى الخلنجاني عمومًا، بغض النظر عن أوراقة المتصلبة، هو ذلك الجزء الذي له فواصل عقدية قصيرة، وبذلك تغطي بكثرة أو بقلة غصونه النحيفة عادة.